# Elio
Elio é um filme de animação americano produzido pela Pixar Animation Studios e distribuído pela Walt Disney Studios Motion Pictures. Dirigido por Domee Shi, Adrian Molina e Madeline Sharafian (estreia desta última na direção) e produzido por Mary Alice Drumm, o longa-metragem é estrelado pelas vozes de Yonas Kibreab, Zoe Saldaña, Jameela Jamil e Brad Garrett. A história gira em torno de um garoto de onze anos chamado Elio Solis (Kibreab) que acidentalmente se torna o embaixador intergaláctico do planeta Terra após ser teletransportado para o Comuniverso por alienígenas para fazer contato. Elio deve formar novos laços com formas de vida alienígenas excêntricas e sobreviver a uma série de provações formidáveis.
Este é o terceiro longa-metragem da Pixar a abordar o gênero de ficção científica, seguindo WALL-E (2008) e Lightyear (2022). Foi anunciado oficialmente na D23 Expo em setembro de 2022, com Molina e Drumm já vinculados ao projeto. Em agosto de 2024, foi anunciado que America Ferrera havia deixado o projeto devido a conflitos de agenda e ela seria substituída por Zoe Saldaña como tia de Elio, enquanto Shi e Sharafian substituiriam Molina como diretores, mas Molina continuaria com o crédito de diretor.
Sua estreia estava marcada para março de 2024, mas foi adiada em mais de um ano. A pré-estreia ocorreu em 10 de junho de 2025 no El Capitan Theatre e a estreia oficial nos Estados Unidos se deu dia 20 de junho.

## Premissa
Durante séculos, as pessoas chamaram o universo em busca de respostas - no novo filme da Disney e da Pixar, Elio, o universo chama de volta! O longa-metragem original apresenta Elio, um azarão com uma imaginação ativa que se vê inadvertidamente transportado para o Communiverse, uma organização interplanetária com representantes de galáxias distantes. Erroneamente identificado como embaixador da Terra para o resto do universo, e completamente despreparado para esse tipo de pressão, Elio deve formar novos laços com formas de vida alienígenas excêntricas, sobreviver a uma série de provações formidáveis e de alguma forma descobrir quem ele realmente deveria ser.— Pixar Animation Studios

## Elenco
- Yonas Kibreab como Elio Solis, um garoto de onze anos com um olho só que é erroneamente identificado por alienígenas como o embaixador da Terra.[6][7]
- Zoe Saldaña como Olga Solis, tia de Elio.[8]
- Jameela Jamil como Embaixador Questa, um alienígena que é um dos embaixadores.[8][9]
- Brad Garrett como Lorde Grigon, um embaixador alienígena volumoso de quatro patas.[8][9]

## Produção

### Desenvolvimento
Em 9 de setembro de 2022, durante o 2022 D23 Expo Presentation, A Pixar anunciou um novo filme intitulado Elio, com Adrian Molina escrevendo e dirigindo, com Mary Alice Drumm produzindo. Ele marca a estreia na direção de longa-metragem de Molina. Ao mesmo tempo, Molina e Drumm conversaram sobre o filme ajudando a fazer a pergunta: "E se eu dissesse que não estamos sozinhos no universo e que tudo o que você já ouviu sobre alienígenas é verdade?" Pouco depois, o anúncio veio com uma falha planejada na tela e uma mensagem com um texto alienígena dizendo: "Leve-nos ao seu líder". Em 12 de junho de 2024, o diretor de criação da Pixar, Pete Docter, revelou que a diretora de Turning Red (2022), Domee Shi, estava trabalhando no filme. Ela foi oficialmente anunciada como a nova diretora no evento de fãs do D23 em 9 de agosto de 2024 ao lado de Madeline Sharafian, com Molina deixando o filme para trabalhar em um novo projeto.

### Elenco
Em 9 de setembro de 2022, durante a D23 Expo, America Ferrera e Yonas Kibreab foram anunciados como escalados para as vozes principais de Olga Solis e Elio, respectivamente. Em 13 de junho de 2023, com o lançamento do teaser trailer e pôster, Jameela Jamil e Brad Garrett juntaram-se ao elenco de voz do filme. America Ferrera supostamente saiu em agosto de 2024 devido a conflitos de agenda, com a personagem Olga sendo reescrita como a tia de Elio dublada por Zoe Saldaña.

## Marketing
Após o anúncio do projeto, a primeira arte conceitual do filme foi lançada em 9 de setembro de 2022. Joshua Meyer, da /Film, disse que "soa como o tipo de narrativa nova e original sobre a qual a Pixar construiu sua marca". Um teaser foi lançado em 13 de junho de 2023. Ethan Anderton da Film afirmou: "Adicionar algum charme a esta história é o fato de que Elio não é exatamente o garoto mais confiante. Embora ele seja artístico e criativo, ele também é mais um interior garoto que não se encaixa com seus colegas. Mas talvez estar entre um grupo de alienígenas que não são humanos lhe dê uma oportunidade de fazer uma conexão sem qualquer pressão social. Esta pode ser apenas a oportunidade que Elio precisa para sair sua casca."

## Recepção

### Bilheteria
Em 20 de julho de 2025, Elio arrecadou US$ 69 milhões nos Estados Unidos e Canadá, e US$ 61,2 milhões em outros territórios, para um total mundial de US$ 130,3 milhões.
Nos Estados Unidos e Canadá, Elio foi lançado junto com 28 Years Later, e foi inicialmente projetado para arrecadar cerca de US$ 30 milhões em 3.750 cinemas em seu fim de semana de estreia. O filme arrecadou US$ 9 milhões em seu primeiro dia, incluindo US$ 3 milhões nas prévias de quarta e quinta-feira, reduzindo as projeções para US$ 20–22 milhões. O filme estreou com US$ 20,8 milhões, terminando em terceiro lugar, atrás de How to Train Your Dragon e 28 Years Later, tornando-se o fim de semana de estreia mais baixo para um filme da Pixar. Anthony D'Alessandro, do Deadline Hollywood, Pamela McClintock, do The Hollywood Reporter, e Rebecca Rubin, da Variety, atribuíram a baixa abertura à competição de How to Train Your Dragon e Lilo & Stitch. D'Alessandro, McClintock e Rubin também reconheceram o desafio para os filmes originais da Pixar terem sucesso nas bilheterias durante a era pós-pandemia de COVID-19. No entanto, eles notaram que o filme poderia mostrar poder de permanência nas semanas posteriores, semelhante ao Elemental da Pixar (2023). O filme arrecadou US$ 10,4 milhões em seu segundo fim de semana (uma queda de 50%), permanecendo em terceiro.  Em seu terceiro fim de semana, Elio arrecadou US$ 5,8 milhões (uma queda de 44,5%), terminando em quarto. Depois que o filme arrecadou mais US$ 4 milhões em seu quarto fim de semana e cruzou a marca de US$ 100 milhões em todo o mundo após um mês de lançamento, Rubin afirmou para a Variety que o filme acabará sendo "um grande perdedor de dinheiro para a Disney e a Pixar".

### Resposta crítica
No site agregador de críticas Rotten Tomatoes, 82% das 211 avaliações dos críticos são positivas. O consenso do site diz: "Catapultado por seu tema de construção de autoestima, a mais recente maravilha cósmica da Pixar, Elio, ostenta um mundo fantasioso de criações originais com efeito deslumbrante." O Metacritic, que usa uma média ponderada, atribuiu ao filme uma pontuação de 66 em 100, com base em 40 críticos, indicando críticas "geralmente favoráveis". O público pesquisado pelo CinemaScore deu ao filme uma nota média de "A" em uma escala de A+ a F, enquanto os pesquisados pelo PostTrak deram a ele uma pontuação geral positiva de 83%, com 59% dizendo que definitivamente recomendariam o filme.

Manohla Dargis, do The New York Times, chamou o filme de "uma aventura de ficção científica sem graça", escrevendo "não há muito mais em Elio depois que as crianças se tornam amigas e a novidade deste mundo passa, dando lugar à banalidade. Sentimentos são compartilhados, ainda que em grande parte pelos espectadores; pequenas questões familiares são levantadas (e resolvidas); clichês e artifícios se acumulam." Angie Han, do The Hollywood Reporter, também observou: "Elio é uma aventura de ficção científica infantil perfeitamente agradável que faz tudo o que um filme com essa descrição deve fazer. Mas, assim como Elio, frequentemente me peguei desejando uma experiência mais transportadora, do tipo que a Pixar costumava fazer uma especialidade da casa." Richard Lawson, da Vanity Fair, elogiou a animação "exuberante e animada", mas sentiu que o filme "encalhou em praias muito familiares. A Pixar começou a fazer o que antes parecia que nunca faria: se repetir."